# Stade d'Angondjé
Stade d'Angondjé er et fodboldstadion i Angondjé, Gabon. Det bliver desuden også refereret som Stade de l'Amitié. Stade d'Angondjé blev indviet i november 2011.
Opførelsen af stadionet forventedes at tage 20 måneder og blev finansieret af Gabons og den kinesiske regering. Det var et af fire stadions, som blev brugt til Africa Cup of Nations 2012. Debutkampen ved turneringen stod imellem Gabon vs. Brasilien. Den blev vundet af Brasilien med 2-0.